# Мапротилін
Мапротилін (англ. Maprotiline, лат. Maprotilinum) — синтетичний лікарський засіб, що належить до групи чотирициклічних антидепресантів, що застосовується як перорально., так і внутрішньом'язово та внутрішньовенно. Мапротилін синтезований у лабораторії компанії «Ciba» (яка натепер є частиною компанії «Novartis»), запатентований у 1966 році, та вперше описаний у літературі у 1969 році. Мапротилін застосовується в клінічній практиці з 1974 року.

## Фармакологічні властивості
Мапротилін — лікарський засіб, що належить до групи чотирициклічних антидепресантів. Механізм дії препарату відрізняється від механізму дії інших антидепресантів, та полягає в інгібуванні зворотнього нейронального захоплення медіаторних моноамінів, переважно норадреналіну, та у значно меншому ступені серотоніну, що спричинює накопичення нейромедіаторів у синаптичній щілині, посилення постсинаптичної імпульсації, зниження функціональної активності бета-адренорецепторів та незначно серотонінових рецепторів головного мозку, наслідком чого є нормалізація переважно адренергічної та незначно серотонінових систем мозку та відновлення їх рівноваги, що призводить до купування депресивних станів. Мапротилін також блокує гістамінові H1-рецептори, незначно блокує альфа-1-адренорецептори та незначно блокує м-холірецептори. Доксепін має виражену тимоаналептичну дію, холінолітичну дію, седативний ефект, альфа-адреноблокуючу дію, та незначну антигістамінну активність. Мапротилін застосовується при тривожних та депресивних розладах різної етіології, у тому числі клімактеричних, інволюційних депресіях, депресіях при органічних ураженнях головного мозку, депресіях при соматичних захворюваннях. Проте мапротилін малоефективний для лікування мігрені, та не рекомендований для лікування епізодів депресії при біполярному афективному розладі.

### Фармакокінетика
Мапротилін добре, але повільно всмоктується після перорального застосування, біодоступність препарату становить 66—70 %. Максимальна концентація мапротиліну в крові досягається протягом 8 годин після прийому препарату. Мапротилін добре (на 88—90 %) зв'язується з білками плазми крові. Мапротилін проникає через гематоенцефалічний бар'єр, через плацентарний бар'єр, та виділяється в грудне молоко. Метаболізується препарат у печінці з утворенням переважно активного метаболіту. Виводиться мапротилін із організму переважно у вигляді метаболітів, частково в незміненій формі, переважно із сечею (57 %), частково із калом (30 %). Період напіввиведення препарату становить 43—45 годин, при печінковій недостатності та у хворих похилого віку цей час може збільшуватися.

## Покази до застосування
Мапротилін застосовують при тривожних та депресивних розладах різної етіології, у тому числі клімактеричних, інволюційних депресіях, депресіях при органічних ураженнях головного мозку, депресіях при соматичних захворюваннях.

## Побічна дія
При застосуванні мапротиліну спостерігається зазвичай менша кількість побічних ефектів, ніж при застосуванні інших антидепресантів, і ці побічні явища переважно слабовиражені та нетривалі. Проте при застосуванні мапротиліну зростає ризик виникнення суїцидальних думок та ризику скоєння самогубства, особливо у молодих людей. Іншими побічними ефектами препарату є:
- Алергічні реакції — шкірний висип, свербіж шкіри, еритема шкіри, алергічний дерматит, кропив'янка, синдром Стівенса-Джонсона, синдром Лаєлла, гіпергідроз, фотодерматоз, алопеція, гарячка.
- З боку травної системи — карієс, нудота, блювання, діарея або запор, біль у животі, стоматит, сухість у роті, гепатит, жовтяниця, зниження апетиту.
- З боку нервової системи — підвищена стомлюваність, головний біль, запаморочення, загальна слабкість, тривога, дезорієнтація, порушення координації рухів, тремор, погіршення пам'яті, порушення зору; вкрай рідко судоми, втрата свідомості, галюцинації, збудження, деперсоналізація, манія або гіпоманія.
- З боку серцево-судинної системи — порушення провідності (подовження інтервалу QT, комплексу QRS), тахікардія, артеріальна гіпотензія, фібриляція передсердь, артеріальна гіпертензія, приливи крові.
- З боку дихальної системи — алергічний альвеоліт, бронхоспазм, інтерстиційні захворювання легень, гіперемія носа.
- З боку ендокринної системи — гінекомастія, набряк яєчок, збільшення молочних залоз, галакторея, еректильна дисфункція, синдром неадекватної секреції антидіуретичного гормону.
- Інші побічні ефекти — затримка сечі, болі у м'язах.
- Зміни в лабораторних аналізах — лейкопенія, агранулоцитоз, тромбоцитопенія, еозинофілія.

## Протипокази
Мапротилін протипоказаний при підвищеній чутливості до препарату, одночасному лікуванні інгібіторами моноамінооксидази, виражених порушеннях функції печінки або нирок, глаукомі, затримці відтоку сечі (зокрема, при доброякісній гіперплазії передміхурової залози), гострому та відновному періоді після інфаркту міокарду, важких порушеннях провідності серця або важких порушеннях ритму, гострій алкогольній інтоксикації, інтоксикації снодійними або седативними засобами, судомному синдромі або схильності до судом, вагітності та годуванні грудьми, у дитячому віці.

## Форми випуску
Мапротилін випускається у вигляді ампул по 5 мл 0,5 % розчину; таблеток і драже по 0,01; 0,025; 0,05 і 0,075 г.